# Råby, Vaksala socken
Råby är en by i Vaksala socken, Uppsala kommun.
Byn är med förmodligen från yngre järnålder, men bebyggelseläget är betydligt äldre, runt byn finns ett flertal skärvstenshögar från bronsålder/äldre järnålder. Väster om byn finns runristad häll med skålgropsförekomst. Väster om byn finns även en ensamliggande hög (RAÄ 204, Vaksala). Det förmodade bygravfältet om 14 runda stensättningar och en hög (RAÄ 200, Vaksala) ligger norr om byn. 
Byn omtalas första gången i skriftliga källor 1344 ('in Raby'), då Uppsala domkyrkas dekanat innehade en gård i byn. 1540 fanns en gård tillhörig dekanatet, en frälsegård, en skattegård och en gård tillhörig Skokloster. Skoklostergården hade sålts till klostert av Ingegärd Larsdotter (en bjälke) 1433.
1780 köpte Carl Peter Thunberg en av gårdarna i byn, och där lät han 1820 uppföra ett lerhus av samma slag han samtidigt genom Uppsala läns hushållningssällskap propagerade för som ett billigare alternativ till stenhus inne i Uppsala. Här placerade han stora delar av sina botaniska samlingar. Samlingarna stod kvar ännu till 1847, då arvingarna sålde gården, som dock ännu finns kvar.